# 2015-ös magyar labdarúgókupa-döntő
A 2015-ös magyar labdarúgókupa-döntő a sorozat 105. döntője volt. A finálét a Videoton FC és a Ferencvárosi TC csapatai játszották. A találkozót 2015. május 20-án a budapesti Groupama Arénában rendezték meg, amely egyébként az egyik résztvevő, a Ferencvárosi TC otthona.
A találkozót a Duna Televízió közvetítette.

## Előzmények
Az egyik résztvevő a Videoton FC csapata volt, amely története második kupagyőzelmét szerette volna megszerezni. Első sikerét a 2005–2006-os kiírás végén érte el. Az egy aranyérem mellett már volt három ezüstérme is a csapatnak (1981–1982, 2000–2001, 2010–2011).

„Volt már szerencsém kupadöntőben szerepelni, felemás érzésekkel, a Szuperkupát megnyertük, a Ligakupát azonban hazai pályán elbuktuk, pont a Fradi ellen. Most itt a lehetőség visszavágni, nagyon várjuk már az összecsapást, szeretnénk, hogy minél több szurkoló kilátogasson. Lehet, hogy nem lesz közönségszórakoztató meccs, de én azzal is elégedett lennék, ha egy góllal nyernénk. Ősszel azt mondták, azért vezetjük a bajnokságot, mert otthon játszunk. Jött a tavasz, és mégis maradtunk az élen. Nekünk lényegtelen, hogy hazai pályán, vagy idegenben lépünk pályára. Van már néhány játékos, aki a válogatottal járt itt, nem gondolom nagy hátránynak, hogy az Üllői úton lesz a meccs.”

– Gyurcsó Ádám, a Videoton FC labdarúgója.

A döntő másik résztvevője az a Ferencvárosi TC volt, amely a kupában korábban már húsz sikerrel megvívott döntővel büszkélkedhetett. Története során először 1913-ban ért fel a csúcsra, legutóbbi nyertes döntőjüket a 2003–2004-es kiírás végén játszották a zöld-fehérek. A 2015-ös döntőt megelőzően utoljára éppen tíz évvel ezelőtt, 2005-ben szerepeltek a fináléban.

„Nekem ez lesz az első kupadöntőm, ezért nagyon izgatott vagyok. A Ferencváros kétezer-négy óta nem nyerte meg a kupát, így mindenképp az volt a célunk, hogy bajnokok legyünk, vagy megnyerjük az MK-t. Mivel az NB I-ben a Videoton elhúzott, most már csak ez maradt nekünk. Hazai pályán mindent meg kell tennünk a sikerért. Két jól felkészített csapat lép pályára szerdán. Ősszel a bajnokin Vidi dominált, most hazai pályán mi szeretnénk. A szezon legfontosabb meccse jön, végig erre vártunk, hogy megmutassuk, vagyunk olyan jók, mint a Videoton.”

– Dibusz Dénes, a Ferencvárosi TC kapusa.

A két csapat ezt megelőzően sosem találkozott egymással a magyar kupa döntői alkalmával.
Az idézetek forrása: 

## A döntő helyszíne
A Magyar Labdarúgó-szövetség úgy határozott, hogy a finálét a budapesti Groupama Arénában rendezik meg azzal a kitétellel, hogy ha a Fradi bejut a döntőbe, akkor újra kell tárgyalni a kérdést. A döntő egyik résztvevője éppen a Ferencváros lett, azonban a Videoton lemondott arról, hogy másik helyszínt keressenek a kupadöntőnek. A 2014-ben átadott stadion első alkalommal adhat otthont kupadöntőnek.

## Út a döntőig
Az eredmények az adott csapat szempontjából szerepelnek.
| Videoton FC                         | Videoton FC | Videoton FC | Videoton FC | Szakasz       | Ferencvárosi TC                      | Ferencvárosi TC    | Ferencvárosi TC    | Ferencvárosi TC    |
| ----------------------------------- | ----------- | ----------- | ----------- | ------------- | ------------------------------------ | ------------------ | ------------------ | ------------------ |
| Testvériség SE (BLASZ I.)           | 7–0 (i)     | 7–0 (i)     | 7–0 (i)     | 1. forduló    | Hévíz SK (megye I.)                  | 8–0 (i)            | 8–0 (i)            | 8–0 (i)            |
| Kunszállás SE (megye I.)            | 8–0 (i)     | 8–0 (i)     | 8–0 (i)     | 2. forduló    | Vecsési FC (megye I.)                | 6–1 (i)            | 6–1 (i)            | 6–1 (i)            |
| Szigetszentmiklósi TK–Erima (NB II) | 2–1 (i)     | 2–1 (i)     | 2–1 (i)     | 3. forduló    | Erzsébeti Spartacus MTK LE (NB III)  | 3–0 (i)            | 3–0 (i)            | 3–0 (i)            |
| Diósgyőri VTK                       | 2–1 (o)     | 2–1 (o)     | 2–1 (o)     | Nyolcaddöntők | Budapest Honvéd FC                   | 0–0 (t. 3 – 1) (i) | 0–0 (t. 3 – 1) (i) | 0–0 (t. 3 – 1) (i) |
| PMFC–Matias                         | 5–1         | 2–1 (o)     | 3–0 (i)     | Negyeddöntők  | Csákvári TK (NB II)                  | 10–0               | 5–0 (o)            | 5–0 (i)            |
| Újpest FC                           | 5–1         | 1–0 (o)     | 4–1 (i)     | Elődöntők     | Szolnoki MÁV FC–Stadler Rail (NB II) | 3–1                | 2–0 (i)            | 1–1 (o)            |

## A mérkőzés
A finálét a budapesti Groupama Arénában rendezték, 20 órai kezdéssel. Az első félidő a Videoton fölényét hozta, a helyzetek azonban – több alkalommal Dibusz Dénes bravúros védései miatt – rendre kimaradtak. A második félidő elején egy gyors kontratámadás végén megszerezte a vezetést a Ferencváros. A mérkőzés képe ekkortól megváltozott, az FTC fölényben játszott, és végül nagyarányú győzelmet aratott.  Érdekesség, hogy mind a négy gólt oldalról beadott labdából szerezték. A mérkőzés krónikájához tartozik, hogy a második félidőben, nem sokkal az első gól után hatalmas felhőszakadás nehezítette a játékot.

### Az összeállítások
| 2015. május 20. 20:00 |

| Videoton FC                           | 0 – 4               | Ferencvárosi TC                                         |
| ------------------------------------- | ------------------- | ------------------------------------------------------- |
| Oliveira 33' Juhász 44' Calatayud 61' | (0 – 0) Jegyzőkönyv | Batik 13' 60' Varga 53' Gera 67' Lamah 69' Szolnoki 86' |

| Groupama Aréna, Budapest Nézőszám: 15 127 Játékvezető: Iványi Zoltán (magyar) Asszisztensek: Bozó Zoltán, Theodoros Georgiou |

| Videoton | Ferencváros |

| VIDEOTON:     |    |                  |         |
|               |    |                  |         |
| K             | 1  | Juan Calatayud   | 61'     |
| JV            | 30 | Szolnoki Roland  | 86'     |
| V             | 23 | Juhász Roland    | 44'     |
| V             | 3  | Paulo Vinícius   |         |
| BV            | 22 | Stopira          |         |
| VKP           | 11 | Sándor György    |         |
| VKP           | 46 | Simon Ádám       | 63'     |
| JSZ           | 7  | Gyurcsó Ádám     |         |
| KTK           | 10 | Kovács István    | 71'     |
| BSZ           | 16 | Filipe Oliveira  | 33' 63' |
| CS            | 17 | Nikolics Nemanja |         |
| Cserék:       |    |                  |         |
| K             | 41 | Filip Pajović    |         |
| V             | 6  | Fejes András     |         |
| KP            | 5  | Heffler Tibor    |         |
| KP            | 33 | Dinko Trebotić   | 63'     |
| CS            | 9  | Feczesin Róbert  | 71'     |
| CS            | 12 | Arturo Álvarez   | 63'     |
| CS            | 19 | Mirko Ivanovski  |         |
| Vezetőedző:   |    |                  |         |
| Joan Carrillo |    |                  |         |

| FERENCVÁROS: |    |                  |         |
|              |    |                  |         |
| K            | 90 | Dibusz Dénes     |         |
| JV           | 66 | Emir Dilaver     |         |
| V            | 39 | Mateo Pavlović   |         |
| V            | 7  | Batik Bence      | 13' 60' |
| BV           | 77 | Cristian Ramírez | 89'     |
| JKP          | 20 | Gera Zoltán      | 67' 87' |
| KTK          | 88 | Somália          |         |
| BKP          | 99 | Nagy Ádám        | 70'     |
| JSZ          | 97 | Varga Roland     | 53'     |
| CS           | 13 | Böde Dániel      |         |
| BSZ          | 24 | Roland Lamah     | 69'     |
| Cserék:      |    |                  |         |
| K            | 55 | Jova Levente     |         |
| V            | 5  | Philipp Bönig    | 89'     |
| KP           | 14 | Nagy Dominik     |         |
| KP           | 19 | Gyömbér Gábor    | 70'     |
| KP           | 30 | Vladan Čukić     | 87'     |
| KP           | 95 | Haris Attila     |         |
| CS           | 11 | Benjamin Lauth   |         |
| Vezetőedző:  |    |                  |         |
| Thomas Doll  |    |                  |         |

Asszisztensek:

Bozó Zoltán (magyar) (partvonal)

Theodoros Georgiou (magyar) (partvonal)

Erdős József (magyar) (alapvonal)

Farkas Ádám (magyar) (alapvonal)

Negyedik játékvezető:

Buzás Balázs (magyar)